# Гедеванишвили, Шалва Михайлович
Шалва Михайлович Гедеванишвили (1897—1990) — советский и грузинский киноактёр, кинорежиссёр и сценарист, Заслуженный деятель искусств Грузинской ССР (1967).

## Биография
Шалва Гедеванишвили родился в семье известного грузинского врача Михаила Гедеванишвили 23 февраля 1897 года. Окончил юридический факультет в Сорбонне. Его младший брат Дмитрий (1902 —1990) был физиологом и членом Академии наук Грузинской ССР.
С 1926 года работал на Тбилисской киностудии актёром, затем помощником режиссёра у режиссёров К. А. Марджанишвили, Михаила Чиаурели, Михаила Калатозова.
С 1950 года работал в основном в анимационном кино. Режиссер первого грузинского кукольного анимационного фильма "Нико и Сико".
Умер 21 января 1990 года в Тбилиси.

## Признание и награды
- Орден «Знак Почёта» (6 марта 1950 года) — за выдающиеся заслуги в развитии советской кинематографии, в связи с 30-летием[1].
- Заслуженный деятель искусств Грузинской ССР (1967).

## Фильмография

### Актёрские работы
- 1934 — Последний маскарад — Вова
- 1937 — Арсен — князь Амилахвари
- 1955 — Лурджа Магданы
- 1956 — Заноза — чиновник на заседании у министра
- 1962 — Я, бабушка, Илико и Илларион — пассажир поезда
- 1965 — Пьер — сотрудник милиции
- 1966 — Игра без ничьей — нумизмат
- 1966 — Как солдат от войска отстал — офицер
- 1969 — Смерть филателиста — зритель на ипподроме
- 1971 — Перед рассветом
- 1972 — Похищение луны — эпизод
- 1977 — Синема — эпизод
- 1978 — Запасное колесо — продавец пластинок
- 1980 — Тифлис — Париж и обратно
- 1982 — Молодыми остались навсегда
- 1983 — В холодильнике кто-то сидел — эпизод
- 1984 — Моя тётя Дуду — Николай Эросиевич
- 1985 — Господа авантюристы — эпизод
- 1989 — Колодец (новелла в киноальманахе «Отстранённые») — старик с мусорным ведром

### Режиссёрские работы
- 1948 — Кето и Котэ (совместно с В. Таблиашвили)
- 1950 — Неженка (анимационный фильм)
- 1953 — Непослушный козленок (анимационный фильм)
- 1954 — Курша (анимационный фильм)
- 1959 — Зуб акулы / Shark’s Tooth
- 1961 — Нико и Сико (анимационный фильм)
- 1964 - Герой на час (анимационный фильм)
- 1970 — Ослик Лурджа (анимационный фильм)
- 1971 — Шарик-зазнайка (анимационный фильм)

## Анимационные работы
- Три товарища